# بيل ستيفنسون (لاعب كرة قدم كندية كندي)
بيل ستيفنسون هو لاعب كرة قدم كندية كندي، ولد في 1933 في تورونتو في كندا.

## وصلات خارجية
- بيل ستيفنسون على موقع JustSportsStats.com (الإنجليزية)